# Rp. Lirikon21
Rp. Lirikon21 je mednarodna literarna revija/festivalna antologija za poezijo 21. stoletja in Lirikonfestove zadeve, ki jo od 2005 oz. od 2007 izdaja Velenjska knjižna fundacija (preimenovano in ločeno od skupne/izhodiščne revije Poetikon). 
Revija je namenjena popularizaciji slovenske in prevedene poezije 21. stoletja za odrasle: poezija je objavljena v izvirnih jezikih, v slovenskih prevodih in kot prevodi sodobne slovenske poezije v tuje jezike. Poleg poezije je odprta še za književno esejistiko (s tematiko Lirikonfestovih literarnih omizij ipd.) in od leta 2017 tudi za kratke literarne potopise. V njej so predstavljene in dokumentirane Lirikonfestove prireditve, nagrade in priznanja.  
Od IX./X. letnika (2013/2014) Rp. Lirikon21 izhaja kot "rastoča" festivalna antologija Mednarodnega Lirikonfesta Velenje. Mestna občina Velenje publikacijo financira vse od začetka, Javna agencija za knjigo Republike Slovenije pa jo sofinancira v programu Lirikonfesta.  